# Philipp II. (Savoyen)

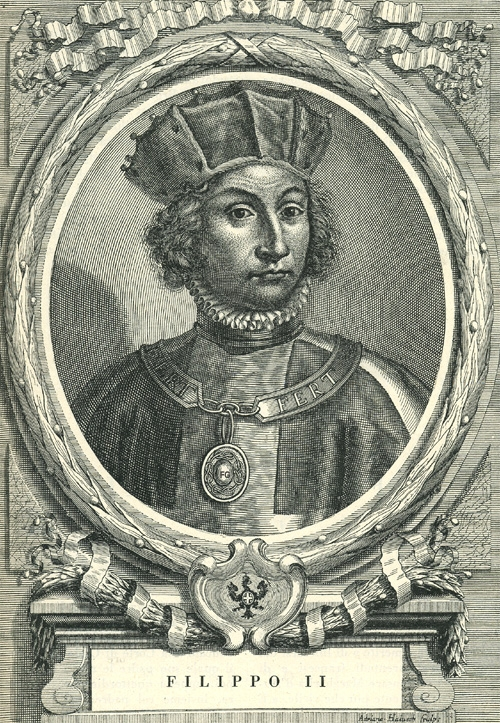
Philipp II. von Savoyen
(Kupferstich um 1701)

Philipp II. von Savoyen (auch Ohneland oder Philipp von Bresse; * 5. Februar 1438 in Chambéry; † 7. November 1497 ebenda) war Graf von Bresse und in seinem letzten Lebensjahr, ab 1496, Herzog von Savoyen, Fürst von Piemont, Graf von Aosta und Maurienne. Er war ein Sohn von Ludwig, Herzog von Savoyen, und Anna von Lusignan.

## Leben
In jungen Jahren erhob er sich gegen seinen Vater, wurde aber besiegt und vom französischen König Ludwig XI. im Auftrag seines Vaters von 1464 bis 1466 in der Burg von Loches gefangen gehalten. Nachdem er freigelassen worden war, stellte er sich mit Karl dem Kühnen gegen Ludwig XI. Im Zuge dessen wurde er 1468 in den Orden vom Goldenen Vlies aufgenommen. Philipp war einer der wichtigsten Gegner der Herzöge von Savoyen und der französischen Regenten.
Nach dem Tod seines Großneffen Karl II. trat er für kurze Zeit selbst die Regierung in Savoyen an.

## Ehen und Nachkommen
Er heiratete am 6. April 1473 in Moulins Marguerite de Bourbon (1438–1483), Tochter von Charles I., Herzog von Bourbon, und Agnes von Burgund. Ihre Kinder waren:
- Luise (1476–1531) ⚭ 1488 Charles de Valois (1459–1496), Graf von Angoulême
- Hieronymus (Jérôme) (*/† 1478)
- Philibert II. der Schöne (1480–1504), Herzog von Savoyen

Nach dem Tod seiner Ehefrau heiratete er am 11. November 1485 in Moulins Claudine de Brosse (1450–1513), Tochter von Jean II. de Brosse, Graf von Penthièvre, und Nicole de Châtillon-Blois.
- Karl III. der Gute (1486–1553), Herzog von Savoyen
- Ludwig (1488–1502), Vogt des Hospizes auf dem Grossen St. Bernhard
- Philipp (1490–1533), Abt von Saint-Juste in Suze und Saint-Pierre in Rivalta, dann Graf von Genf, Baron von Faucigny, Herzog von Nemours
- Assolone (1494–1494)
- Johann Amadeus (Jean-Amédée) (1495–1495)
- Philiberte (1498–1524) ⚭ 1515 Giuliano di Lorenzo de’ Medici (1479–1516)

Außerehelich hatte er folgende Kinder:
- Von Libéra Portoneri:
  - Rainer (René) (1468–1525), legitimiert 1499, Graf von Villars (1497–1525) und Tende (1501–1525), Gouverneur von Nizza und Provence, Großmeister von Frankreich
  - Antoinette († 1500) ⚭ 1486 Johann II. (1468–1505), Fürst von Monaco
  - Peter (Pierre), Bischof
- Von Bonne de Romagnano:
  - Claudine († 1528) ⚭ 1514 Jakob III. Graf von Horn († 1531)
  - Marguerite ⚭ Ferréol Graf von Costa di Chieri
  - Jeanne